# ريتشارد تي ويليامسون
ريتشارد تي ويليامسون (بالإنجليزية: Richard T. Williamson)‏ هو محامي أمريكي، ولد في 1958.